# Isabelle Vauglin
Isabelle Vauglin, née le 23 février 1961 est une astrophysicienne française. Elle travaille au centre de recherche astrophysique de Lyon (CRAL) et préside l’association Femme et Sciences depuis 2022. Elle est diplômée d’un doctorat à l’Université Claude Bernard Lyon 1. Ses travaux portent sur le développement d'un télescope infrarouge et d'une caméra infrarouge pour le site de la base Concordia de l'Institut polaire français Paul-Émile-Victor (IPEV) sur le dôme C du plateau Antarctique.

## Biographie

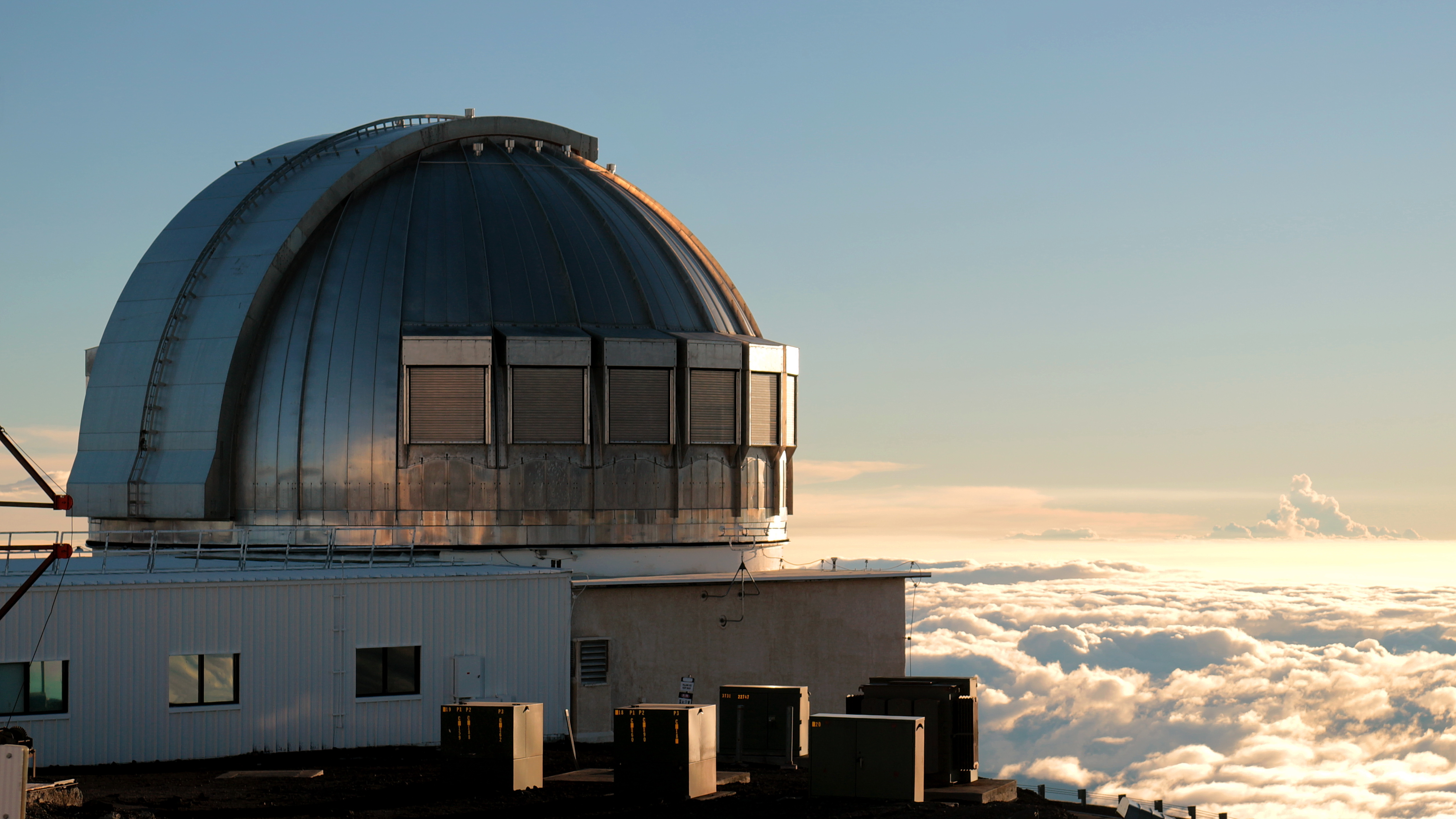
Un exemple de téléscope infrarouge.

Isabelle Vauglin naît le 23 février 1961. Après son baccalauréat, elle obtient un BTS instruments d'optique et de précision, une licence de physique à l'Université de Besançon, une maîtrise de physique à l'Université Paris 11 et un DEA d'astrophysique et techniques spatiales à l'Université Paris 7. En 1998 elle soutient à l'Université de Lyon 1 une thèse intitulée « Comparaison de trois caméras infrarouges utilisées pour l'imagerie de noyaux de galaxies dans le domaine 1-5 microns »,.

## Travaux
Spécialiste en instrumentation infrarouge, elle participe à la conception et à la construction de caméras exploitées sur les télescopes à Hawaii et à l'Observatoire européen austral (ESO) au Chili. En parallèle, elle travaille sur le projet d'un télescope et d'une caméra IR pour le site de la base Concordia de l'Institut polaire français Paul-Émile-Victor (IPEV) sur le dôme C du plateau Antarctique.

## Engagement
Elle est présidente de l'association Femmes et Sciences. Dans ce cadre, elle participe à la mise en place de l'exposition "La Science taille XX Elles" en collaboration avec le CNRS. Isabelle Vauglin est apparue sur Lyon Mag en 2022 pour promouvoir la Fête de la Science et l'égalité homme-femme. Elle est responsable de l'évènement Sciences, un métier de femmes,. Depuis 2017, cette journée rassemble des lycéennes et des femmes scientifiques pour démonter les idées reçues et les stéréotypes accompagnant les métiers scientifiques.
En 2019, elle lance le projet La nuit est belle ! pour sensibiliser à la pollution lumineuse. Dans le cadre de cet évènement, le 23 septembre 2022, 31 communes du territoire du Rhône ont décidé de ne pas allumer leur éclairage public.
En 2021, elle est l'ambassadrice régionale de la fête de la science en Auvergne-Rhône-Alpes.

## Distinctions
- 2021 : elle reçoit la médaille de l'égalité par la Ministre Élisabeth Moreno[8],[14].
- 2019 : elle est élue à l'Académie des sciences, belles-lettres et arts de Lyon[15].

- 2016 :  Chevalière de la Légion d'honneur[16].

## Publications
- (en) Isabelle Vauglin, « Dome C, Antarctica, an outstanding site for infrared astronomy », 6 novembre 2020 (DOI 10.5281/ZENODO.4249971, consulté le 14 mars 2023)
- (en) Isabelle Vauglin et S. Vaught, « An action to promote gender diversity in science: Science, un métier de femmes », Société Francaise d’Astronomie et d’Astrophysique (SF2A),‎ 2018 (lire en ligne)
- (en) Dmitry Makarov, Philippe Prugniel, Nataliya Terekhova et Hélène Courtois, « HyperLEDA. III. The catalogue of extragalactic distances », Astronomy & Astrophysics, vol. 570,‎ 1er octobre 2014, A13 (ISSN 0004-6361 et 1432-0746, DOI 10.1051/0004-6361/201423496, lire en ligne, consulté le 27 février 2025)
- (en) Mina Koleva, Antoine Bouchard, Philippe Prugniel et Sven De Rijcke, « The transmutation of dwarf galaxies: stellar populations », Monthly Notices of the Royal Astronomical Society, vol. 428, no 4,‎ 1er février 2013, p. 2949–2965 (ISSN 0035-8711, DOI 10.1093/mnras/sts238, lire en ligne, consulté le 27 février 2025)
- (en) Ph Prugniel, I. Vauglin et M. Koleva, « The atmospheric parameters and spectral interpolator for the MILES stars », Astronomy & Astrophysics, vol. 531,‎ 1er juillet 2011, A165 (ISSN 0004-6361 et 1432-0746, DOI 10.1051/0004-6361/201116769, lire en ligne, consulté le 27 février 2025)